# Ліфінцев Олег Васильович
Оле́г Васил́ьович Ліфінцев (нар. 18 листопада 1985, м. Каховка, Херсонська область — пом. 14 червня 2014, м. Луганськ, Україна) — український військовослужбовець, десантник, старший солдат Збройних сил України.

## Життєпис
Олег Ліфінцев народився 1985 року в місті Каховка Херсонської області. Зростав разом зі старшим братом і молодшою сестрою. 2003 року закінчив загальноосвітню школу № 2 міста Каховка. Пройшов строкову військову службу в лавах Збройних Сил України. Олег завжди хотів служити в армії. Він потрапив у тяжку аварію і довгий час лікувався, але зумів відновитися і стати десантником.
З січня 2014 року проходив військову службу за контрактом в Дніпропетровській десантній бригаді.
Старший солдат, водій-заправник — командир відділення 25-ї Дніпропетровської повітряно-десантної бригади Високомобільних десантних військ ЗС України, в/ч А1126, смт Гвардійське, Дніпропетровська область.

## Обставини загибелі
13 червня 2014 року десантники готувались до відправлення в зону проведення АТО. У ніч на 14 червня трьома військово-транспортними літаками Іл-76 МД з інтервалом у 10 хвилин вони вилетіли в Луганський аеропорт на ротацію особового складу. На борту також була військова техніка, спорядження та продовольство.
14 червня о 0:40 перший літак (бортовий номер 76683), під командуванням полковника Дмитра Мимрикова приземлився в аеропорту.
Другий Іл-76 МД (бортовий номер 76777), під керівництвом командира літака підполковника Олександра Бєлого, на борту якого перебували 9 членів екіпажу 25-ї мелітопольської бригади транспортної авіації та 40 військовослужбовців 25-ї Дніпропетровської окремої повітряно-десантної бригади, о 0:51, під час заходу на посадку (аеродром міста Луганськ), на висоті 700 метрів, був підбитий російськими терористами з переносного зенітно-ракетного комплексу «Ігла». В результаті терористичного акту літак вибухнув у повітрі і врізався у землю поблизу території аеропорту. 49 військовослужбовців — весь екіпаж літака та особовий склад десанту, — загинули. Третій літак за наказом повернувся в Мелітополь.
|                                                  | Там все було дуже грамотно по-військовому сплановано. Там без Росії не обійшлось. Вогонь вівся з усіх сторін. Це було не на рівні ненавчених бойовиків. Обстріл літака вівся дуже грамотно. Спочатку підсвічували трасером, а потім били. Із ПЗРК неможливо було збити літак, навіть якби боєприпас потрапив у двигун, то літак все рівно не загинув би. Стріляли з «Шилки». |
| — Командир 25-ї БрТрА полковник Дмитро Мимриков. | |

Пройшло більше 40 діб перш ніж десантників поховали: українські військові збирали рештки тіл загиблих, влада домовлялася з терористами про коридор для евакуації, в Дніпрі проводились експертизи ДНК для ідентифікації.
27 липня Олега поховали на міському кладовищі міста Каховка.
Залишились батько Василь Володимирович, брат Володимир, сестра, дружина Ірина та донька Вероніка 2012 р. н.
21 січня 2023 року мама, Лариса Ліфінцева, під час російської окупації міста Каховка, де народився Олег, загинула унаслідок обстрілу приватних будинків зі сторони російських військ.

## Нагороди та відзнаки
- Орден «За мужність» III ст. (20.06.2014, посмертно) — за особисту мужність і героїзм, виявлені у захисті державного суверенітету та територіальної цілісності України, вірність військовій присязі та незламність духу[8].
- Нагрудний знак «За оборону Луганського аеропорту» (посмертно).
- Почесний громадянин міста Каховки (посмертно)[9].

## Вшанування пам'яті
- 9 вересня 2014 року в місті Каховка на фасаді будівлі Каховської СЗОШ № 2 (вулиця Велика Куликовська, 78), де навчався Олег Ліфінцев, йому відкрито меморіальну дошку[10].
- 13 червня 2015 року в Дніпрі на Алеї Героїв до роковин загибелі військових у збитому терористами літаку Іл-76 встановили пам'ятні плити з іменами загиблих воїнів[11].
- 18 червня 2016 року на території військової частини А1126 в смт Гвардійське урочисто відкрили пам'ятник воїнам-десантникам 25-ї повітряно-десантної бригади, які героїчно загинули під час бойових дій в зоні проведення АТО. На гранітних плитах викарбувані 136 прізвищ, серед них і 40 десантників, які загинули у збитому літаку в Луганську[12].
- В місті Каховка вулиця Шкільна перейменована на вулицю Олега Ліфінцева[13].

## Дотичні факти
За даними СБУ, до знищення літака Іл-76, та інших військових злочинів на території України, причетна нелегальна російська приватна військова компанія «Вагнера». Одним із членів ПВК є Олексій Ліфінцев — зрадник України з Севастополя, обіймає посаду командира мінометної батареї, особистий номер М1184. Він є близьким родичем загиблого у збитому літаку десантника Олега Ліфінцева.